# Toosey
Toosey (Taasey, Tassey, Tl'esqox), jedna od skupina Chilcotin Indijanaca, porodica athapaskan, iz Britanske Kolumbije, Kanada, u kanjonu rijeke Fraser, danas na 4 rezerve: Baptiste Meadow Indian Reserve No. 2, Toosey Indian Reserve No. 1, Toosey Indian Reserve No. 1A, Toosey Indian Reserve No. 3.
Ime izgleda dolazi po poglavici sa agencije Williams Lake u Britaskoj Kolumbiji. Populacija je iznosila 62 (1908.); 50 (1910); preko 340 u novije doba (2016). Danas pripadaju plemenskom vijeću Carrirer-Chilcotin